# Cheerleading und Cheerperformance Verband Deutschland
Der Cheerleading und Cheerperformance Verband Deutschland e.V. (CCVD) ist ein deutscher Sportverband für Cheerleading. Der CCVD  wurde im Jahr 2007 gegründet und richtet die Deutschen Meisterschaften im Cheerleading aus.
Besonderen Wert legt der Sportverband auf die basisdemokratische Struktur, bei der auch die einzelnen Vereine Mitsprache im höchsten Gremium, dem alle 2 Jahre stattfindenden Bundesverbandstag (BVT), haben. Zudem findet ein- bis zweimal jährlich die Tagung des Bundeshauptausschusses statt, bei der alle CCVD-Landesverbände und Bundesausschussmitglieder zusammenkommen, um sich über die Zukunft der Sportart Cheerleading in Deutschland abzustimmen.

## Deutsche Meisterschaften

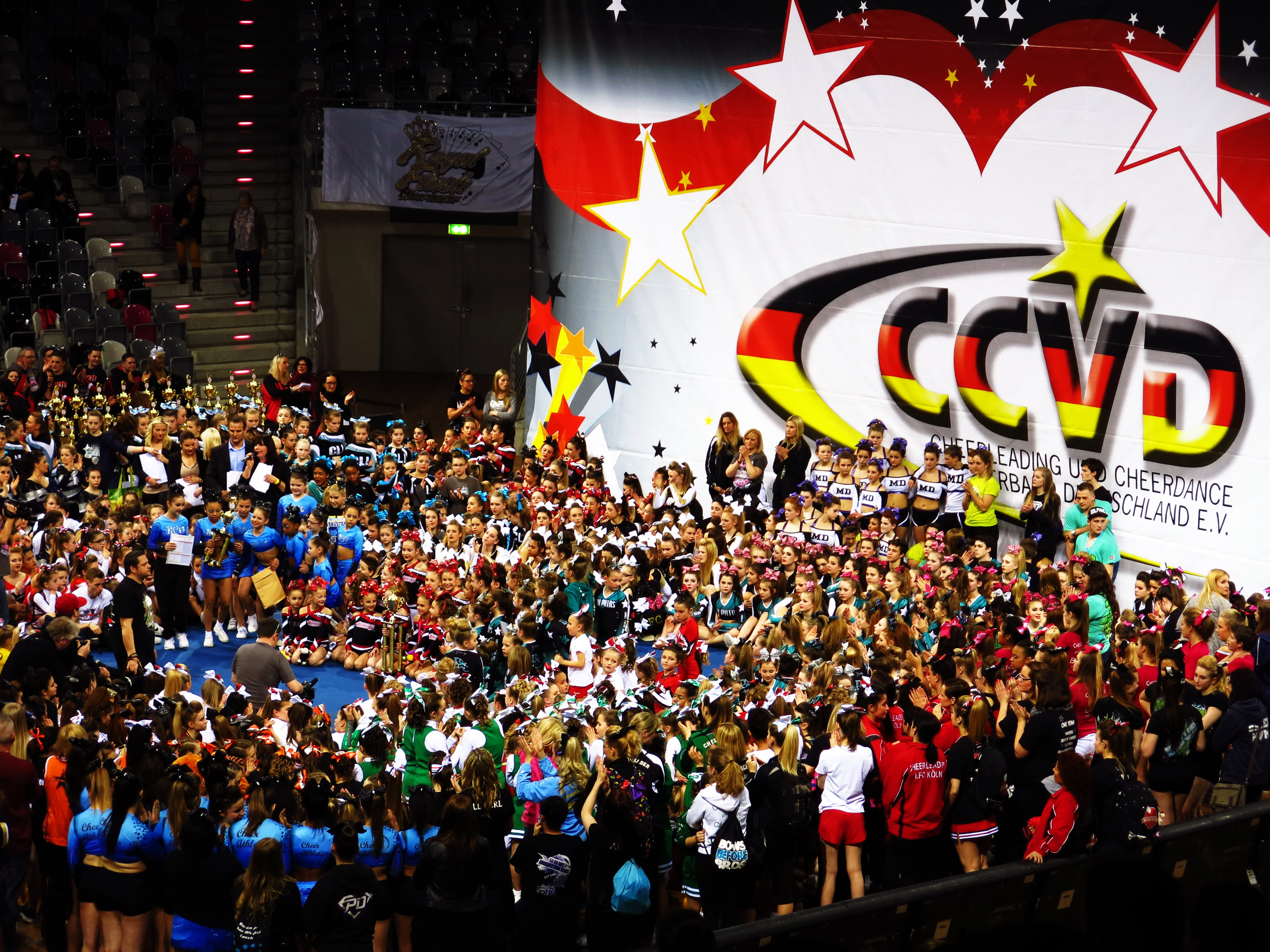
Siegerehrung 2015 im Telekom Dome.

Seit 2008 werden im CCVD jährlich Deutsche Meisterschaften im  ausgetragen, zu denen man sich über Landesmeisterschaften und Regionalmeisterschaften qualifizieren kann. Alle Meisterschaften sind in vier Altersklassen aufgeteilt, deren Alterszuordnungen jede Saison leicht variieren. In der Wettkampfsaison 2025/2026 sind das:
Mini
Jahrgang 2017 und jünger
Primary
Jahrgang 2018 bis 2013
Youth
Jahrgang 2014 bis 2011
Junior
Jahrgang 2011 bis 2007
Senior
Jahrgang 2010 oder älter

## Bundesliga
Es gibt vier Bundesliga-Wettkämpfe: 1. Bundesliga, 2. Bundesliga, 1. Cheerleading Nachwuchs Bundesliga, 2. Cheerleading Nachwuchs Bundesliga.

## Ausbildung
Der Verband führt Ausbildungen von Trainern auf den Ebenen C und B durch, die sich an den Vorgaben des DOSB orientieren. Eine Ausbildung von Juroren findet auf drei Ebenen (C, B, A) statt, wobei Juroren des CCVD auch an weiterführenden internationalen Schulungen der ICU und ECU für Juroren teilnehmen.

## Organisationsstruktur
Es existieren 16 Landesverbände in allen Bundesländern, die die Mitglieder auf Landesebene betreuen. Einige dieser Landesverbände sind inzwischen Mitglied im jeweiligen Landessportbund. 2023 hatte der Verband 24.636 Mitglieder (1.348 männlich, 23.288 weiblich) in 403 Vereinen. 2024 ist der Verband auf eine Größe von über 30.033 Einzelmitgliedern in 355 Vereinen angewachsen.
Seit Dezember 2017 ist der CCVD ordentliches Mitglied im Deutschen Olympischen Sportbund (DOSB). Er ist die erste im DOSB anerkannte Organisation, die ausschließlich Cheerleader beheimatet.
International ist der Verband auf Weltebene in der International Cheer Union (ICU) organisiert. Seit Gründung des CCVD schickt der Verband Nationalteams zur alljährlichen ICU Weltmeisterschaft in Orlando (Florida). 2024 bestand das Team Germany aus den vier Teams Team Germany Junior AllGirl, Team Germany Junior Coed, Team Germany Senior AllGirl und Team Germany Senior Coed. Insgesamt waren es 123 Athletinnen und Athleten aus 29 Heimatvereinen. In Europa ist der CCVD Mitglied in der European Cheer Union (ECU), welche derzeit 43 Mitgliedsnationen hat. 2014 war der CCVD Ausrichter der Europäischen Meisterschaft im Cheerleading, die im Telekom Dome in Bonn mit über 2.500 aktiven Teilnehmern ausgetragen wurde.

### Jugendorganisation
Die Cheerleading und Cheerperformance Jugend Deutschland (CCJD) wurde 2018 gegründet.
In den Landesverbänden wird es zudem angestrebt, die Jugendorganisationen der Verbände zu gründen. Dies ist in dem Landesverband Nordrhein-Westfalen inzwischen gelungen. Der CCVD hat sowohl bei den Mitgliedern als auch in den Gremien eine sehr junge Altersstruktur hat. Die Mehrzahl der Verbandsmitglieder sind unter 18 Jahre alt. Dies ist einer der Hauptgründe, warum sich in Deutschland eine autarke Organisation der Cheerleader erst in den letzten Jahren herausbilden konnte. Der jungen Sportart mangelte es an Personen, welche ihre aktive Laufbahn bereits beendet haben und sich nun mit ihrem Wissen und dem Erfahrungsschatz den Verbandsaufgaben widmen konnten.
Die DOSB-Bestandserhebung 2023 unterscheidet sieben Altersklassen, unterteilt nach Geschlecht:
- bis 6 Jahre (männlich 32 / weiblich 1.056)
- 7–14 Jahre (männlich 156 / weiblich 11.933)
- 15–18 Jahre (männlich 107 / weiblich 3.975)
- 19–26 Jahre (männlich 371 / weiblich 4.108)
- 27–40 Jahre (männlich 481 / weiblich 1.698)
- 41–60 Jahre (männlich 174 / weiblich 490)
- über 60 Jahre (männlich 27 / weiblich 28)